# Pacem in Terris

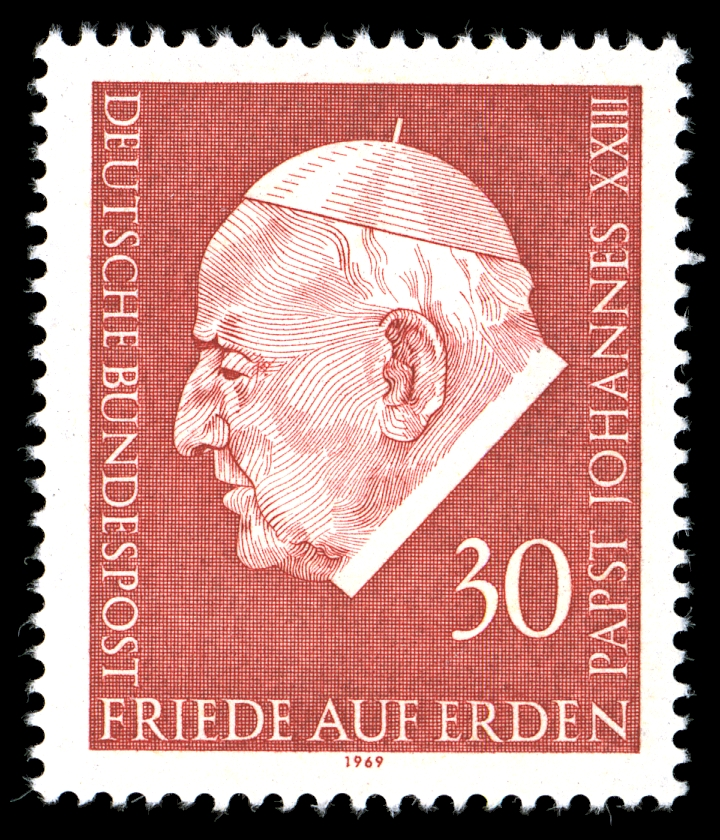
Segell alemany commemoratiu de Joan XXIII (1969).

Pacem in Terris és una encíclica de Joan XXIII apareguda l'11 d'abril de 1963. Adreçada no solament als catòlics, sinó «a tots els homes de bona voluntat», va ser molt revolucionària en aquell moment. És una crida a la pau, basada «en la veritat, la justícia, l'amor solidari i la llibertat, no pas en la força de les armes». Joan XXIII hi propugnava, a més, la llibertat de religió i hi defensava els valors democràtics. Tot això en plena guerra freda i amb el món al caire d'una guerra nuclear. Va ser traduïda a moltes llengües.
L'encíclica va obrir el Vaticà als països de l'est, aleshores governats per règims comunistes, i va originar una ruptura als estats de règim nacional-catòlic, com Espanya, on les autoritats franquistes van censurar l'encíclica, que consideraven «subversiva». A Catalunya va influir en diversos col·lectius, sobretot del cristianisme progressista.